# Maison Caprasse
Pour les articles homonymes, voir Caprasse.
La maison Caprasse est un bâtiment classé situé à Cherain dans la commune de Gouvy en province de Luxembourg (Belgique).

## Localisation
La demeure est située à l'ouest du village ardennais de Cherain, au no 43 du hameau de Vaux, à une trentaine de mètres en retrait de la route nationale 827 et au niveau du carrefour de cette route avec la rue menant à Brisy.

## Historique
Succédant probablement à une construction plus ancienne, cette gentilhommière est édifiée vers 1749 par Léonard de Hayme, bourgmestre de Liège de 1746 à 1747 mais aussi seigneur de Houffalize et de Bomal. Le bien reste dans la famille de Hayme jusqu’en 1805 avant d'être cédé à la famille Lejeune qui le cède à son tour en 1818 à la famille Caprasse qui donne à la demeure sa présente dénomination.

## Description
Les bâtiments sont construits en U autour d'une cour intérieure pavée délimitée au sud (côté rue) par un muret, une haie et une entrée grillagée entre deux piliers.
La gentilhommière occupe la partie nord en fond de cour. La façade est bâtie en brique, matériau peu utilisé à cette époque dans la région. Elle possède trois travées en double corps, deux niveaux (un étage) sur hautes caves. La porte d'entrée est accessible par un monumental perron avec garde-corps en fer forgé constitué par un escalier double d'une vingtaine de marches interrompues par un palier. Les baies possèdent des encadrements originaux en grès harpés et bombés. La haute toiture en ardoises à deux pans est percée de trois lucarnes et de deux cheminées surmontées par des couronnements en épis de fer forgé.
À gauche de la gentilhommière (aile ouest), se place une ferme plus basse en pierres de schiste blanchies comprenant autrefois une laiterie greffée sur la moitié gauche du pignon de la ferme. Sur la droite de la cour (aile est), se trouve une petite dépendance aussi en schiste blanchi placée en vis-à-vis de la ferme.

## Classement et protection
Les façades, la toiture et le perron de la maison Caprasse, ainsi que les portes, boiseries et escalier intérieurs, la cour pavée, les façades et toitures des dépendances et de la ferme jouxtante, avec les murs de clôture, y compris celui bordant l'étang et formant limite orientale de la parcelle cadastrée 1070 ainsi que l'ensemble formé par ces constructions et les terrains environnants sont repris sur la liste du patrimoine immobilier classé de Gouvy depuis le 12 juillet 1988.